# Renault Venezolana
Renault Venezolana, C.A. war ein Automobilhersteller aus Venezuela.

## Geschichte
Im Jahr 1956 wurde in Venezuela die Vertriebsgesellschaft Automóvil de Francia C.A. (AdF) gegründet.
Durch die politischen Rahmenbedingungen wurde Anfang der 1960er Jahre die Einführung einer lokalen Montage verlangt. Daher wurde 1962 das Joint Venture CVV (Constructora Venezolana de Vehículos) gegründet, an dem anfangs Covenal zu 70 %, Renault zu 15 % und AMC zu 15 % beteiligt waren. Das Werk ging 1971 eine Partnerschaft mit General Motors ein.
Im Jahr 1977 erfolgte eine Umbenennung von AdF in Renault Venezolana, C.A.
Drei Jahre später wurde der Name der CVV in CAVPR (C.A. Venezolana Producción Renault) geändert, wobei dieses Unternehmen nun zu jeweils 50 % der Grupo Covenal und Renault Venezolana C.A. gehörte.
Die CAVPR wurde 1991 in  Renault Venezolana, C.A. umbenannt. Von 1991 bis 1994 wurde Renault von der Grupo Mezerhane vertreten. Im Jahr 1998 wurde die Vertretung der Marke von Sofasa übernommen und in dessen Tochtergesellschaft Sofaven ausgegliedert.
Im Jahr 1993 verkaufte Renault seine Tochtergesellschaft an Inversiones Cremerca. Andere Quellen weisen darauf hin, dass Renault seine Beteiligung an Sofasa 1994 an die Grupo Santo Domingo verkaufte.
Die Produktion von Automobilen wurde vor dem Hintergrund der schlechten wirtschaftlichen Lage und Problemen der Geschäftspartner 1995 beendet.
Gleichzeitig erfolgte die Gründung des Unternehmens Renault Venezuela, C.A., das den Vertrieb dieser Marke in Venezuela übernahm. Laut einer anderen Quelle wurde erst mit der Übernahme der Sofaven (Sociedad de Fabricación y Venta de Automóviles) im Jahr 2004 dieser Vertrieb wieder einer 100%igen Tochtergesellschaft übertragen, die nun in Renault Venezuela umbenannt wurde.
Im Jahr 2009 unterzeichnete Renault Venezuela zusammen mit Great Wall und einem venezolanischen Konsortium eine Absichtserklärung zum Bau eines Automobilwerks.
Ende 2012 unterzeichnete Renault Venezuela eine weitere entsprechende Absichtserklärung. Gleichzeitig wurde ein Schulungszentrum in Caracas eröffnet.

## Modelle
Die Produktion in Venezuela begann 1963 mit dem Renault 8 und wurde in den folgenden Jahren um den Renault 10 (1966), den Renault 16 (1967–1978), den Renault 4 (1971–1977) und den Renault 12 (1978–1982) erweitert.
Der Renault 30 wurde in Mariara von 1977 bis 1982 (oder 1983) montiert.
In den 1980er und 1990er Jahren wurde das Portfolio um die Modelle Renault 18, Renault 5, Fuego, Renault 19 und Renault 21 ergänzt.
Insgesamt wurden von 1963 bis 1994 rund 132.000 Fahrzeuge der Marke Renault produziert.
Auch Fahrzeuge der Marke Rambler wurden 1964 hergestellt.